# Arivechi
Para el municipio del cual éste pueblo es cabecera, véase Municipio de Arivechi
Arivechi (del idioma ópata Arǐvetzi: "Lugar de la calavera") es una pueblo mexicano ubicado en la región este del estado de Sonora, en la zona de la Sierra Madre Occidental. El pueblo es la cabecera municipal y localidad más habitada del municipio de Arivechi. Según datos del Censo de Población y Vivienda realizado en 2020 por el Instituto Nacional de Estadística y Geografía (INEGI), Arivechi tiene una población de 635 habitantes, siendo una de las cabeceras municipales más pequeñas y menos pobladas del estado.
Fue fundado en el año de 1627 por el misionero jesuita de origen portugués Pedro Méndez, bajo el nombre de San Javier de Arivechi, como una misión religiosa, con el propósito de evangelizar a las tribus ópatas que habitaban en ese lugar en los tiempos de la conquista.
Su nombre viene de la lengua indígena de los ópatas, originalmente de la palabra Arivetzi que se interpreta como: "Lugar de las calaveras", proviene de las raíces lingüísticas Arive que significa "calavera" y Tzi que significa "en lugar".
Arivechi se distingue por el paisaje de la región, por las torres de su templo dedicado a Santa Rosalía. El pueblo ostenta una singular obra arquitectónica en su plaza monumental, pues su kiosco es una réplica del Pabellón Morisco que se encuentra en la colonia Santa María la Ribera de la Ciudad de México, construido con los mismos materiales y con un original vitral en su bóveda en el que se estampan algunos de los paisajes típicos de la región así como animales de su fauna y plantas de su flora característica.
Se ubica a 503.6 km de la ciudad fronteriza de Heroica Nogales en la frontera con Estados Unidos, a 228.2 km de Hermosillo, la capital del estatal, a 354.4 km de la ciudad portuaria de Heroica Guaymas y a 247 km de Ciudad Obregon.

## Historia
Los primeros asentamientos en el territorio fueron de tribus opatas, los cuales eran parte de un pueblo perteneciente a las 70 naciones dominadas por el gran Sisibutari, jefe máximo de estos indígenas.
En el siglo XVII, en el año de 1627, el misionero jesuita Pedro Méndez, fundó aquí la misión jesuítica de San Javier de Arivechi a orilla del río Sahuaripa, la cual perteneció administrativamente, al sistema misional del Rectorado de San Francisco de Borja junto con los pueblos de Pónida y Bacanora. 
Al paso de los años el pueblo no tuvo mucho crecimiento y rendimiento, hasta que resurgió a una nueva época a partir de las donaciones que recibió para reconstruir su plaza, su templo y muchas de las principales fincas en los principios de los años 1980 gracias a la voluntad de un gobernador estatal originario del lugar, el Dr. Samuel Ocaña.
El 6 de marzo de 2010, la Comisión de Ecología y Desarrollo Sustentable del Estado de Sonora (CEDES) decretó la zona del Cerro de las Conchas como Área Natural Protegida, bajo la categoría de Zona Sujeta a Conservación Ecológica, esto debido a los hallazgos de fósiles de vida marina encontrados en esa parte del pueblo.
En 2016, investigadores de la Universidad de Sonora en conjunto con otros expertos de México, Argentina y Francia, encontraron fósiles de más de 500 millones de años de antigüedad en la región de Arivechi, organismos que vivieron en los mares de Sonora en el periodo cámbrico según las explicaciones de los investigadores.

## Gobierno
Véase también: Gobierno del Municipio de Arivechi
La sede del gobierno municipal se encuentra en este pueblo. El ayuntamiento está integrado por un presidente municipal, un síndico, 3 regidores de mayoría relativa y 2 de representación proporcional. Y es auxiliado con Delegados de las comunidades.
El pueblo pertenece al IV Distrito Electoral Federal de Sonora con sede en la ciudad de Guaymas, y al VII Distrito Electoral de Sonora con sede en la ciudad de Agua Prieta.

## Geografía
Véase también: Geografía del Municipio de Arivechi
EL pueblo se localiza bajo la coordenadas geográficas 28°55′40″ de latitud norte y 109°11′13″ de longitud oeste del meridiano de Greenwich, a una altura media de 494 metros sobre el nivel del mar, su zona urbana tiene un área de 0.44 kilómetros cuadrados.
Es cabecera del municipio del mismo nombre, el cual limita al norte, este y sur con el municipio de Sahuaripa y al oeste con el de Bacanora.
Por la zona se encuentran vertientes accidentadas de la Sierra Madre Occidental que cubren gran parte del territorio de Arivechi. El 86.74% de su territorio está ocupado por sierra baja con cañadas, y el 13.26% con valle intermontano. Cruza cerca de sur a norte, el río Sahuaripa, que desemboca en el río Yaqui. Otros ríos son el río Mulato. Los arroyos que lo alimentan son; Tarachi y el San Marcos.

### Clima
Cuenta con un clima seco-cálido, con una temperatura media mensual máxima de 31.6 °C presentándose en los meses de junio a septiembre y una temperatura media mínima de 11.4 °C de diciembre a febrero, con una temperatura media anual de 21.5 °C. El régimen de lluvia se tiene en los meses de julio y agosto con una precipitación media anual de 555 milímetros, con un periodo de heladas de febrero a marzo, presentándose ocasionalmente de noviembre a marzo.
| Parámetros climáticos promedio de Arivechi, Sonora (1951-2010)                  | Parámetros climáticos promedio de Arivechi, Sonora (1951-2010) | Parámetros climáticos promedio de Arivechi, Sonora (1951-2010) | Parámetros climáticos promedio de Arivechi, Sonora (1951-2010) | Parámetros climáticos promedio de Arivechi, Sonora (1951-2010) | Parámetros climáticos promedio de Arivechi, Sonora (1951-2010) | Parámetros climáticos promedio de Arivechi, Sonora (1951-2010) | Parámetros climáticos promedio de Arivechi, Sonora (1951-2010) | Parámetros climáticos promedio de Arivechi, Sonora (1951-2010) | Parámetros climáticos promedio de Arivechi, Sonora (1951-2010) | Parámetros climáticos promedio de Arivechi, Sonora (1951-2010) | Parámetros climáticos promedio de Arivechi, Sonora (1951-2010) | Parámetros climáticos promedio de Arivechi, Sonora (1951-2010) | Parámetros climáticos promedio de Arivechi, Sonora (1951-2010) |
| Mes                                                                             | Ene.                                                           | Feb.                                                           | Mar.                                                           | Abr.                                                           | May.                                                           | Jun.                                                           | Jul.                                                           | Ago.                                                           | Sep.                                                           | Oct.                                                           | Nov.                                                           | Dic.                                                           | Anual                                                          |
| ------------------------------------------------------------------------------- | -------------------------------------------------------------- | -------------------------------------------------------------- | -------------------------------------------------------------- | -------------------------------------------------------------- | -------------------------------------------------------------- | -------------------------------------------------------------- | -------------------------------------------------------------- | -------------------------------------------------------------- | -------------------------------------------------------------- | -------------------------------------------------------------- | -------------------------------------------------------------- | -------------------------------------------------------------- | -------------------------------------------------------------- |
| Temp. máx. abs. (°C)                                                            | 33.4                                                           | 37.0                                                           | 40.4                                                           | 44.0                                                           | 48.0                                                           | 49.0                                                           | 47.0                                                           | 46.9                                                           | 42.9                                                           | 42.0                                                           | 37.1                                                           | 33.0                                                           | 49.0                                                           |
| Temp. máx. media (°C)                                                           | 23.2                                                           | 25.4                                                           | 29.1                                                           | 33.3                                                           | 37.1                                                           | 39.8                                                           | 36.7                                                           | 35.4                                                           | 35.1                                                           | 32.9                                                           | 27.6                                                           | 23.6                                                           | 31.6                                                           |
| Temp. media (°C)                                                                | 12.8                                                           | 14.5                                                           | 17.7                                                           | 21.5                                                           | 26.0                                                           | 29.8                                                           | 28.8                                                           | 27.9                                                           | 26.7                                                           | 22.8                                                           | 16.7                                                           | 13.0                                                           | 21.5                                                           |
| Temp. mín. media (°C)                                                           | 2.3                                                            | 3.5                                                            | 6.4                                                            | 9.7                                                            | 14.9                                                           | 19.8                                                           | 20.8                                                           | 20.4                                                           | 18.4                                                           | 12.7                                                           | 5.7                                                            | 2.5                                                            | 11.4                                                           |
| Temp. mín. abs. (°C)                                                            | -6.7                                                           | -6.2                                                           | -2.7                                                           | 0.5                                                            | 2.2                                                            | 10.1                                                           | 10.0                                                           | 10.0                                                           | 7.0                                                            | 0.0                                                            | -7.5                                                           | -7.0                                                           | -7.5                                                           |
| Precipitación total (mm)                                                        | 27.3                                                           | 19.8                                                           | 13.4                                                           | 4.5                                                            | 6.4                                                            | 39.1                                                           | 169.0                                                          | 139.6                                                          | 66.9                                                           | 23.5                                                           | 17.6                                                           | 27.9                                                           | 555.0                                                          |
| Días de precipitaciones (≥ 0.1 mm)                                              | 2.6                                                            | 2.1                                                            | 1.5                                                            | 0.4                                                            | 0.6                                                            | 3.4                                                            | 12.5                                                           | 10.3                                                           | 5.5                                                            | 2.4                                                            | 1.5                                                            | 2.9                                                            | 45.7                                                           |
| Fuente: Servicio Meteorológico Nacional. Actualizado el 3 de diciembre de 2016. |                                                                |                                                                |                                                                |                                                                |                                                                |                                                                |                                                                |                                                                |                                                                |                                                                |                                                                |                                                                |                                                                |

## Demografía
Según el Censo de Población y Vivienda realizado en 2020 realizado por el Instituto Nacional de Estadística y Geografía (INEGI), la villa tiene un total de 635 habitantes, de los cuales 315 son hombres y 320 son mujeres, con una densidad poblacional de 1,443.18 hab/km². En 2020 había 380 viviendas, pero de estas 226 viviendas estaban habitadas, de las cuales 69 estaban bajo el cargo de una mujer. Del total de los habitantes, 2 personas mayores de 3 años (0.31% del total) habla alguna lengua indígena; mientras que 4 habitantes (0.63%) se consideran afromexicanos o afrodescendientes.
| Religiones más frecuentes (censo 2020) | Religiones más frecuentes (censo 2020) | Religiones más frecuentes (censo 2020) | Religiones más frecuentes (censo 2020) | Religiones más frecuentes (censo 2020) |
| -------------------------------------- | -------------------------------------- | -------------------------------------- | -------------------------------------- | -------------------------------------- |
| Religión                               | Religión                               |                                        | Porcentaje                             | Porcentaje                             |
|                                        |                                        |                                        |                                        |                                        |
| Católica                               | Católica                               |                                        | 76.06 %                                | 76.06 %                                |
| Cristiana/evangélica                   | Cristiana/evangélica                   |                                        | 18.11 %                                | 18.11 %                                |
| Otra religión                          | Otra religión                          |                                        | 0.16 %                                 | 0.16 %                                 |
| Ninguna                                | Ninguna                                |                                        | 5.67 %                                 | 5.67 %                                 |

El 76.06% de sus pobladores pertenece a la religión católica, el 18.11% es cristiano evangélico/protestante o de alguna variante y el 0.16% es de otra religión, mientras que el 5.67% no profesa ninguna religión.

### Educación y salud
Según el Censo de Población y Vivienda de 2020; 2 niños de entre 6 y 11 años (0.31% del total), 26 adolescentes de entre 15 y 17 años (4.09%) y 7 jóvenes de entre 18 y 24 años (1.1%) no asisten a ninguna institución educativa. 9 habitantes de 15 años o más (1.42%) son analfabetas, 12 habitantes de 15 años o más (1.89%) no tienen ningún grado de escolaridad, 68 personas de 15 años o más (10.71%) lograron estudiar la primaria pero no la culminaron, 21 personas de 15 años o más (3.31%) iniciaron la secundaria sin terminarla, teniendo el pueblo un grado de escolaridad de 9.09.
La cantidad de población que no está afiliada a un servicio de salud es de 59 personas, es decir, el 9.29% del total, de lo contrario el 90.71% sí cuenta con un seguro médico ya sea público o privado. Según el mismo censo, 48 personas (7.56%) tienen alguna discapacidad o límite motriz para realizar sus actividades diarias, mientras que 10 habitantes (1.57%) poseen algún problema o condición mental.

### Población histórica
Evolución de la cantidad de habitantes desde el evento censal del año 1900:
| Año           | 1900 | 1910 | 1921 | 1930 | 1940 | 1950  | 1960 | 1970 | 1980 | 1990 | 1995 | 2000 | 2005 | 2010 | 2020 |
| Población     | 648  | 640  | 616  | 685  | 944  | 1,034 | 873  | 985  | 975  | 926  | 867  | 866  | 708  | 743  | 635  |
| Fuente: INEGI |      |      |      |      |      |       |      |      |      |      |      |      |      |      |      |

## Cultura

### Monumentos históricos y sitios de interés
- Quiosco de Arivechi, el cual es idéntico al quiosco de la alameda de la colonia Santa María la Ribera, situado en la Ciudad de México.[13]
- Templo de Santa Rosalía.
- Cerro de Las Conchas, con una gran importancia biológica y geológica, ya que es corredor del jaguar sonorense y al mismo tiempo sitio arqueológico.
- El cerro de los Pilares.[14]

|                                       |
| El templo parroquia de Santa Rosalía. |

|                                                          |
| El quiosco estilo morisco ubicado en la plaza municipal. |

### Fiestas y tradiciones
- 4 de septiembre, día de Santa Rosalía, en la que se bailan los matachines;
- 16-18 de octubre, la Feria Sierra Centro;
- 12-15 de octubre, Festival del Río Sonora;
- 24 de diciembre, Pastorelas y festival local navideño.[15]

### Gastronomía
Su gastronomía se compone básicamente de carne asada, queso cocido, quesadillas, caldo de queso y tortillas. Los dulces típicos son: conserva de durazno, higo, manzana, limón y naranja.

### Artesanías
Se elaboran Tehuas, monturas, escobas de palma y cintos.

## Personas destacadas
- Samuel Ocaña: gobernador de Sonora.